# Junior Seau

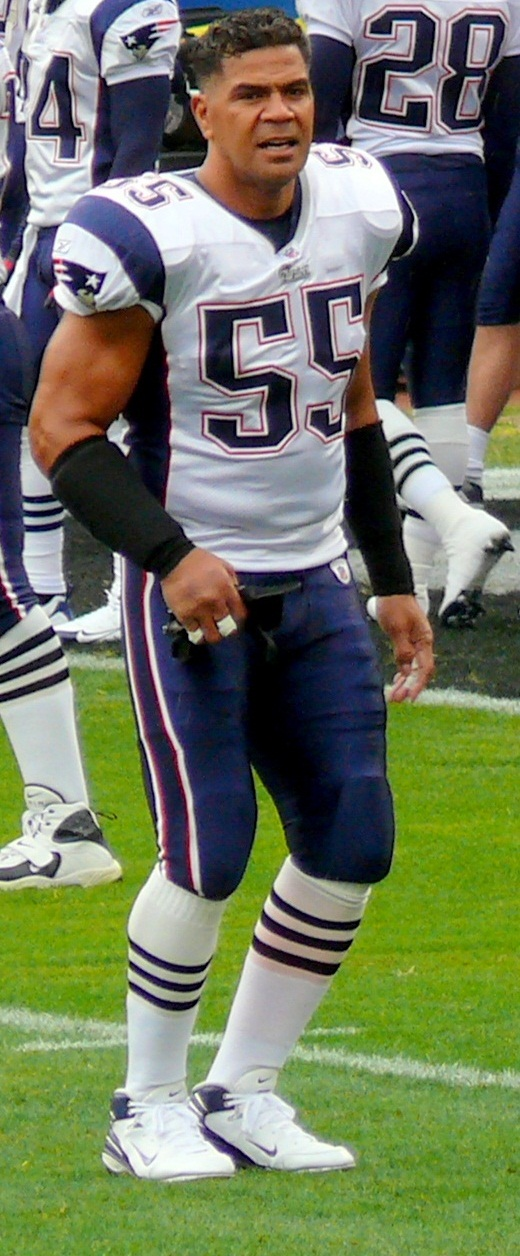

Tiaina Baul Seau Jr. (San Diego, California; 19 de enero de 1969 - Oceanside, California; 2 de mayo de 2012), más conocido como Junior Seau, fue un jugador profesional de fútbol americano que jugaba en la posición de linebacker. Jugó para los equipos New England Patriots, San Diego Chargers y Miami Dolphins. Fue  seleccionado en 9 ocasiones como All-Pro, 12 veces como Pro Bowl.

## Carrera
Seau vistió el n.º 55 desde sus inicios en los USC Trojans, después con los San Diego Chargers, en donde fue una de las primeras selecciones del Draft de 1990, en los Miami Dolphins, y finalmente en los New England Patriots.
Seau se graduó de Administración Pública en la USC, donde además formó parte del equipo representativo, los USC Trojans, como linebacker. Fue adquirido en la primera ronda del draft de 1990 por los San Diego Chargers, equipo en donde fue un jugador muy popular, logrando participar en 12 Pro Bowls. Seau creó la "Junior Seau Fundation" en 1992, además de Seau's The Restaurant.
En 2003, Seau fue adquirido por los Miami Dolphins, en donde su carrera continuó igual de buena. Pero en la temporada 2004, una lesión en el pectoral lo alejó prematuramente del campo, terminando en 2005 su carrera en Miami, por una lesión en el tobillo.
En 2006, Junior Seau anunció su retiro en una emotiva conferencia con los San Diego Chargers. Lo llamó una "graduación", porque no iba a parar de trabajar. Cuatro días después volvió, firmando un contrato de suma desconocida con los New England Patriots.
En la temporada 2007, Seau volvió a firmar con New England para la temporada 2007. Los Patriots lograron llegar al Super Bowl XLII, el cual perdieron ante los New York Giants. Se retiró en 2009.
Junior Seau es considerado uno de los mejores jugadores que jamás ganó un Super Bowl.

## Fallecimiento
La mañana del 2 de mayo de 2012 fue encontrado sin vida y con una herida de bala en el pecho en su casa de Oceanside, California. La autopsia reveló que fue un suicidio. La causa que lo llevó a esto fue el ETC (Encefalopatía traumática crónica).
Fue elegido al Salón de la Fama del Fútbol Americano Profesional en 2015.